# Holger Rune
Holger Vitus Nødskov Rune (Gentofte, 29 april 2003) is een Deens tennisser.

## Carrière

### 2019
In 2019 won Rune het juniorentoernooi van Roland Garros door in de finale de Amerikaan Toby Kodat te verslaan.

### 2021
Door middel van een wildcard maakte Rune in maart zijn ATP-debuut in Buenos Aires, maar verloor in de eerste ronde van de Spanjaard Albert Ramos Viñolas. Een week later vocht Rune zich via het kwalificatietoernooi naar de kwartfinale van het ATP-Santiago.
Via het kwalificatietoernooi plaatste Rune zich voor de US Open en verloor in de eerste ronde van Novak Djokovic. 

### 2022
Tijdens het toernooi van München versloeg hij voor het eerst een top tienspeler de Duitse nummer drie Alexander Zverev en won uiteindelijk nadat in de finale de Nederlander Botic van de Zandschulp opgaf.
Op Roland Garros 2022 behaalde Rune de kwartfinale door de Griekse nummer vier van de wereld Stéfanos Tsitsipás in de vierde ronde te verslaan, in de kwartfinale verloor hij van de Noor Casper Ruud.
In oktober won Rune het toernooi van Stockholm door in de finale de Griekse nummer vijf van de wereld Stéfanos Tsitsipás te verslaan.
Rune won het masterstoernooi van Parijs door vijf top tienspelers te verslaan. Rune was de eerste speler in de geschiedenis die dit lukte op een ATP-toernooi buiten het eindejaarstoernooi om.
Door zijn titel steeg hij naar de tiende plaats op de wereldranglijst.

## Palmares
| Legenda                       | Legenda               |
| ----------------------------- | --------------------- |
| Grand Slam                    |                       |
| Olympische Spelen             |                       |
| tot 2009                      | vanaf 2009            |
| Tennis Masters Cup            | ATP Finals            |
| ATP Masters Series            | ATP Tour Masters 1000 |
| ATP International Series Gold | ATP Tour 500          |
| ATP International Series      | ATP Tour 250          |

### Enkelspel
| Nr.                  | Datum            | Toernooi        | Ondergrond    | Tegenstander in finale  | Score            | Details |
| -------------------- | ---------------- | --------------- | ------------- | ----------------------- | ---------------- | ------- |
| Gewonnen finales     |                  |                 |               |                         |                  |         |
| 1.                   | 1 mei 2022       | ATP München     | Gravel        | Botic van de Zandschulp | 3-4 opgave       | Details |
| 2.                   | 23 oktober 2022  | ATP Stockholm   | Hardcourt (i) | Stéfanos Tsitsipás      | 6-4, 6-4         | Details |
| 3.                   | 6 november 2022  | ATP Parijs      | Hardcourt (i) | Novak Djokovic          | 3-6, 6-4, 7-5    | Details |
| 4.                   | 23 april 2023    | ATP München (2) | Gravel        | Botic van de Zandschulp | 6-4, 1-6, 7-6(3) | Details |
| Verloren finales     |                  |                 |               |                         |                  |         |
| 1                    | 2 oktober 2022   | ATP Sofia       | Hardcourt (i) | Marc-Andrea Hüsler      | 4–6, 6–7(8)      | Details |
| 2                    | 30 oktober 2022  | ATP Bazel       | Hardcourt (i) | Félix Auger-Aliassime   | 3–6, 5–7         | Details |
| 3.                   | 16 april 2023    | ATP Monte Carlo | Gravel        | Andrej Roebljov         | 7–5, 2–6, 5–7    | Details |
| 4.                   | 21 mei 2023      | ATP Rome        | Gravel        | Daniil Medvedev         | 5–7, 5–7         | Details |
| gewonnen challengers |                  |                 |               |                         |                  |         |
| 1.                   | 6 juni 2021      | Biella          | Gravel        | Marco Trungelliti       | 6-3, 5-7, 7-6    |         |
| 2.                   | 15 augustus 2021 | San Marino      | Gravel        | Orlando Luz             | 1-6, 6-2, 6-3    |         |
| 3.                   | 22 augustus 2021 | Verona          | Gravel        | Nino Serdarušić         | 6-4, 6-2         |         |
| 4.                   | 7 november 2021  | Bergamo         | Hardcourt (i) | Cem İlkel               | 7-5, 7-6         |         |
| 5.                   | 10 april 2022    | San Remo        | Gravel        | Francesco Passaro       | 6-1, 2-6, 6-4    |         |

## Resultaten grote toernooien
| Legenda | Legenda                          |
| ------- | -------------------------------- |
| g.t.    | geen toernooi gehouden           |
| l.c.    | lagere categorie                 |
| –       | niet deelgenomen                 |
| G       | uitgeschakeld in de groepsfase   |
| 1R      | uitgeschakeld in de eerste ronde |
| 2R      | uitgeschakeld in de tweede ronde |
| 3R      | uitgeschakeld in de derde ronde  |
| 4R      | uitgeschakeld in de vierde ronde |
| KF      | uitgeschakeld in de kwartfinale  |
| HF      | uitgeschakeld in de halve finale |
| F       | de finale verloren               |
| W       | het toernooi gewonnen            |
| w-v     | winst/verlies-balans             |

### Enkelspel
| toernooi            | 2021 | 2022 | 2023 | 2024 | 2025 |
| ------------------- | ---- | ---- | ---- | ---- | ---- |
| Grandslamtoernooien |      |      |      |      |      |
| Australian Open     | –    | 1R   | 4R   | 2R   | 4R   |
| Roland Garros       | –    | KF   | KF   | 4R   | 4R   |
| Wimbledon           | –    | 1R   | KF   | 4R   | 1R   |
| US Open             | 1R   | 3R   | 1R   | 1R   |      |
| ATP Finals          |      |      |      |      |      |
| ATP Finals          | –    | –    | G    | –    |      |
| ATP Masters 1000    |      |      |      |      |      |
| Indian Wells        | 1R   | 2R   | 3R   | KF   | F    |
| Miami               | –    | –    | 4R   | 2R   | 2R   |
| Monte Carlo         | 1R   | 2R   | F    | KF   | 1R   |
| Madrid              | –    | –    | 3R   | 3R   | 2R   |
| Rome                | –    | –    | F    | 3R   | 3R   |
| Montreal/Toronto    | –    | 2R   | 2R   | 3R   |      |
| Cincinnati          | –    | 1R   | 2R   | HF   |      |
| Shanghai            | g.t. | g.t. | 2R   | 4R   |      |
| Parijs              | –    | W    | KF   | HF   |      |
| Olympisch           |      |      |      |      |      |
| Olympische Spelen   | –    | g.t. | g.t. | –    | g.t. |
| Statistieken        |      |      |      |      |      |
| titels per jaar     | 0    | 3    | 1    | 1    | 1    |
| eindejaarsranking   | 103  | 11   | 8    | 13   |      |